# Remigio Fernández
Remigio Fernández Amarilla (Asunción, Paraguay, 1 de octubre de 1965) es un exfutbolista paraguayo. Jugaba de defensa y militó en diversos clubes de Paraguay y Chile.

## Clubes
| Club                 | País     | Año       |
| -------------------- | -------- | --------- |
| Olimpia              | Paraguay | 1986-1991 |
| Deportes Antofagasta | Chile    | 1992-1993 |
| Olimpia              | Paraguay | 1994-1995 |
| Everton              | Chile    | 1996-1997 |